# Timo Çeçen
Timo Çeçen (* 17. Mai 1994 in Wehrda) ist ein deutscher Fußballspieler.

## Karriere

### Verein
Nachdem er bei der JSG Lohra und der TSG Wieseck mit dem Fußball begonnen hatte, schloss sich Çeçen der Jugend von Eintracht Frankfurt an. Von dort wechselte Timo Çeçen 2009 Nachwuchsleistungszentrum des VfB Stuttgart.
Am 4. August 2012 gab Timo Çeçen in der Mercedes-Benz Arena am 3. Spieltag der Saison 2012/13 für die zweite Mannschaft des VfB Stuttgart in der 3. Liga beim 2:0-Heimsieg gegen den Karlsruher SC sein Profidebüt. Im Dezember 2012 zog sich Çeçen zum zweiten Mal einen Kreuzbandriss zu, nachdem er diese Verletzung bereits 2011 erlitten hatte. Nachdem er in der Hinrunde der Saison 2014/15 nur noch selten zum Einsatz kam, absolvierte er in der Winterpause Probetrainings bei den Drittligakonkurrenten Chemnitzer FC und SG Sonnenhof Großaspach. Anschließend wechselte Çeçen nach Chemnitz, wo er sich jedoch nicht durchsetzen konnte. Ab dem 1. Februar 2016 spielte er beim Regionalligisten FC 08 Homburg. Nachdem Abstieg der Homburger schloss sich Çeçen Teutonia Watzenborn-Steinberg in der Hessenliga an. Der Verein benannte sich ein Jahr später nach einer Fusion um in FC Gießen. Mit dem Klub stieg er als Meister der Hessenliga 2018/19 in die Regionalliga auf.
Im April 2020 wurde sein Wechsel zum Türk Gücü Friedberg bekannt.

### Nationalmannschaft
Am 21. Mai 2009 debütierte Timo Çeçen gegen die USA für die deutsche U-15-Nationalmannschaft. Für die U-16-Nationalmannschaft von Deutschland absolvierte Çeçen am 16. August 2009 gegen Österreich sein erstes Spiel. Für die deutsche U-17 gab er am 15. September 2010 gegen die Niederlande sein Debüt. Am 22. Mai 2012 stand Timo Çeçen gegen Russland erstmals für die U-18-Nationalmannschaft Deutschlands auf dem Feld. Für das deutsche U-19-Nationalteam war er im ersten Qualifikationsspiel zur U-19-Europameisterschaft 2013 am 11. Oktober 2012 gegen Mazedonien zum ersten Mal im Einsatz.